# Čelinac

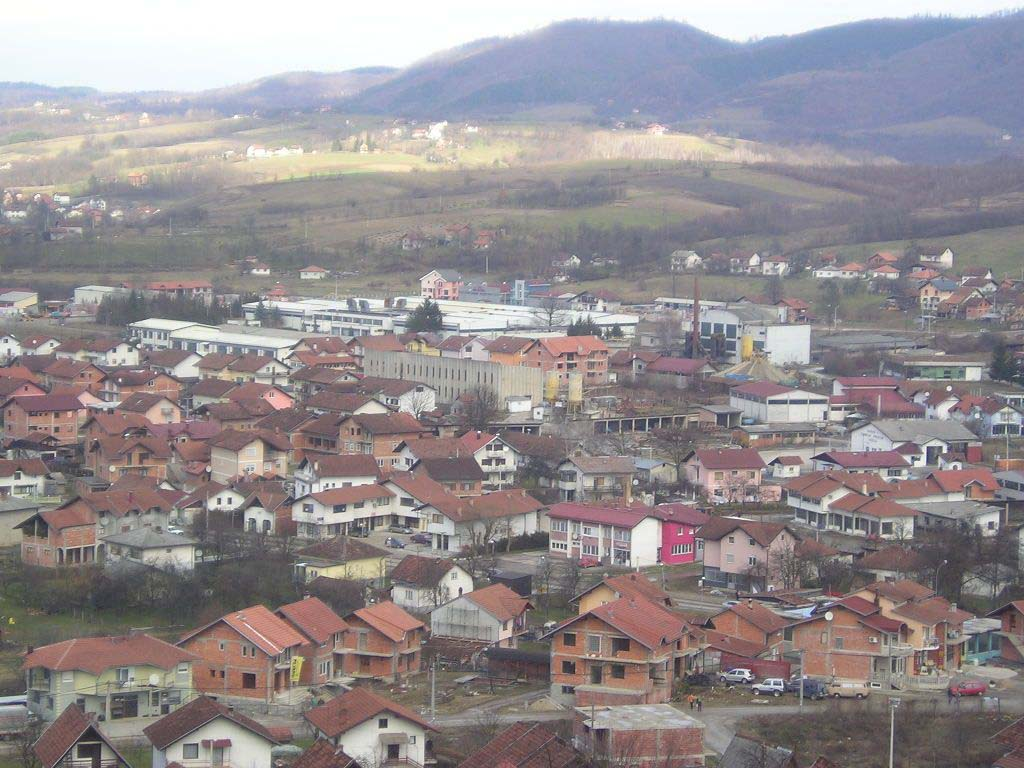
Čelinac

Stemă Celinaţului

Čelinac (în alfabetul chirilic: Челинац; transliterare; Celinaț) este un oraș în Bosnia și Herțegovina, reședința comunei Čelinac. Este situat în vestul Republicei Srpska, pe râul Vrbanja. La recensământul din 2013 populația era de 16 874 de locuitori.